# Jeune Fille à la machine à coudre
Jeune Fille à la machine à coudre (en anglais, Girl at Sewing Machine) est une peinture à l'huile sur toile réalisée par Edward Hopper vers 1921. De dimensions 48,3 × 46 cm, elle est conservée au musée Thyssen-Bornemisza à Madrid sous le numéro d'inventaire 595.

## Description
Après une activité de plusieurs années d'illustrateur de magazines, ses voyages à Paris, Hopper réalise ce tableau en 1921, son style étant pleinement consolidé même si avec ce tableau, il n’atteint pas le sommet de son style. Il place sa composition au centre d'un intérieur urbain, une jeune femme aux cheveux longs cachant en grande partie son visage, absorbée par son travail sur une machine à coudre près d'une fenêtre. La lumière solaire qui en émane marque les ombres sur le mur rouge, la surface vernie de la tablette de la machine à coudre, son travail de couture et sur son habit blanc. À gauche, une moitié de coiffeuse avec son miroir marque le quotidien domestique du logis.

## Analyse
Cette simple scène quotidienne, composée  la manière d'un intérieur hollandais typique de l'école hollandaise du XVIIe siècle, annonce le thème qui deviendra récurrent dans l'œuvre postérieure de Hopper : la solitude (ici appuyée par la concentration au travail dans un intérieur personnel) pour souligner l'aliénation de l'être humain.
L'historien d'art Lloyd Goodrich (en) résume ainsi la position du peintre de style réalisme américain assumé : 

« Au lieu de subjectivité, une nouvelle sorte d'objectivité ; au lieu de l'abstraction, un art purement figuratif ; au lieu d'influences internationales, un art basé sur la vie américaine. »

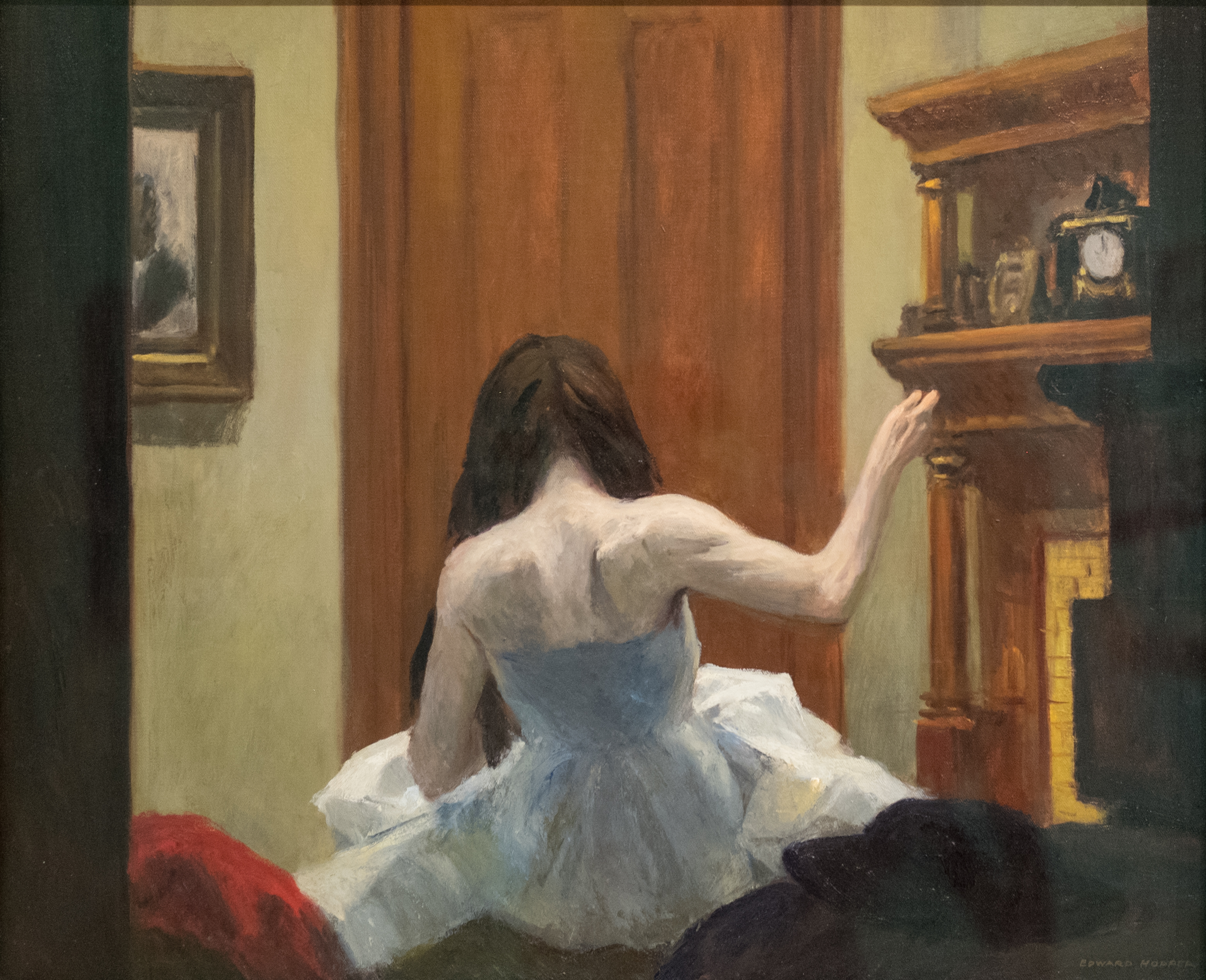
Intérieur à New York, vers 1921 – Whitney Museum of American Art, New York.